# Perinetto da Benevento
Perinetto da Benevento  est un peintre italien du gothique tardif qui fut actif au XVe siècle.

## Histoire et biographie
L'intérêt pour Perinetto da Benevento s'est manifesté à la suite de l'attribution par la critique d'art de nombreuses œuvres picturales fondamentales dans le parcours de la peinture de Campanie du début du XVe siècle, avant le virage culturel flandro-bourguignon opéré par Antonio Colantonio qui a été influencé par la peinture flamande et provençale découverte pendant sa formation à la cour de René d'Anjou entre 1438 et 1442.
L'unique travail, qui pour le moment peut lui être attribué avec certitude, est constitué par les fresques de la paroi de gauche de la  Cappella di Sergianni Caracciolo  en l'église San Giovanni a Carbonara de Naples où sa signature est apposée sur une des fresques.
Ces fresques ont été réalisées en collaboration avec la peintre milanais Leonardo da Besozzo dont la signature est visible sur la paroi de droite.
La chapelle comporte des fresques sur deux registres : Les  scènes de la Vie de la Vierge (partie supérieure) et celle des ermites (partie inférieure).
Le nom de Perinetto apparaît pour la première fois dans l'œuvre de Camillo Tutini Seggi di Napoli (1643). Il rappelait que sur la fresque de la Nativité de la Vierge de la chapelle Caracciolo « était peint un édifice antique dont l'auteur était un peintre de Bénévent dont le nom est Perrinetto da Benevento comme on pouvait lire sur la fresque ».
Par la suite, l'archéologue allemand H.W.Schulz, en étudiant les peintures de la Cappella Sergianni, nota dans un élément des scènes érémitiques (le premier à gauche) l'inscription « Perrinectus de Komvento » apposée sur une fontaine insérée dans la scène qui représente trois moments de la vie d'un moine ermite.
En 1881 Camillo Minieri Riccio, grâce aux recherches d'archives sur les documents aragonais, trouva trace de deux paiements au peintre Pierretto da Benevento par Alphonse Ier d'Aragon pour les fresques réalisées dans l'église dell'Annunziata de Naples.
Henrich Brockaus, dans une monographie sur Leonardo da Besozzo concernant le cycle pictural de San Giovanni a Carbonara, rappelait brièvement l'intervention du peintre « Piermectus di Benevento », artisan de la bande de fresques racontant l'activité méditative des moines ermites.

## Œuvres
- Scènes de la Vie de la Vierge et de la Vie érémitique (v. 1430), chapelle de Sergianni Caracciolo, San Giovanni a Carbonara, Naples, en collaboration avec Leonardo da Besozzo.